# Dominica en los Juegos Olímpicos de la Juventud 2018
Dominica compitió en los Juegos Olímpicos de la Juventud 2018 en Buenos Aires, Argentina, celebrados entre el 6 y el 18 de octubre de 2018. Su delegación estuvo conformada por cuatro atletas en dos disciplinas y no pudo obtener medallas en las justas deportivas.

## Medallero
| Medalla       | Oro | Plata | Bronce | Total |
| ------------- | --- | ----- | ------ | ----- |
| Total oficial | 0   | 0     | 0      | 0     |

## Disciplinas

### Voleibol playa
Dominica calificó a un equipo femenino basado en su desempeño en el Campeonato EVCA U19 2018.
- Torneo femenino - 1 equipo de 2 atletas